# Karl August Tavaststjerna

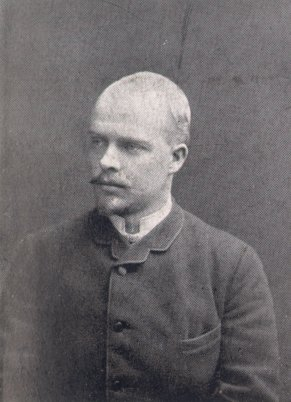
K. A. Tavaststjerna

Karl August Tavaststjerna (* 13. Mai 1860 in Annila bei Mikkeli; † 20. März 1898 in Björneborg/Pori) war ein finnischer Schriftsteller schwedischer Sprache.

## Leben
Tavaststjerna war Sohn einer angesehenen alten Offiziersfamilie. Sein Geburtsort war das Gut der Familie. Er studierte Architektur und arbeitete zunächst als Architekt. 1883 debütierte er mit dem Gedichtband För morgonbris (Mit der Morgenbrise). Es folgten zahlreiche Romane, Dramen, Erzähl- und Lyrikbände. Von 1895 bis zu seinem Tod 1898 arbeitete er als Zeitungsredakteur.
Sein Schaffen wurde von August Strindberg, mit dem er in Berlin Umgang hatte, und Alexander Kielland beeinflusst. Tavaststjerna gilt als einer der wichtigsten Vertreter der schwedischen Literatur Finnlands Ende des 19. Jahrhunderts. 
Er starb am 20. März 1898 in der Kleinstadt Björneborg/Pori, in der er seit 1896 lebte, an einer Lungenentzündung.

## Werke (Auswahl)
- Barndomsvänner (1886)
- Hårda tider (1891)
  - Harte Zeiten. Übersetzt, mit einem Nachwort und Anmerkungen von Klaus-Jürgen Liedtke, dtv, München 2014
- Digter (1896)
- Kapten Törnberg (1894)
- Laureatus (1897)
- Lille Karl. En gosses roman berättad för stora och små (1897)
  - Gustav Morgenstern: Der kleine Karl. G. Bondi, Leipzig 1898. (=Skandinavische Bibliothek Band 2)